# 菊石目
菊石目（學名：Ammonitida）是一目已滅絕的頭足類，為菊石中最高等的一類，外殼通常有複雜的縫合線。菊石目是整個中生代最繁盛的海洋動物之一，是良好的指準化石。

## 分類

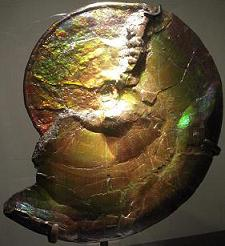
虹色的菊石目化石。

菊石目下已命名了四個亞目，分別為菊石亞目（下侏羅紀至上白堊紀）、勾菊石亞目（上侏羅紀至上白堊紀）、葉菊石亞目（下三疊紀至上白堊紀）及弛菊石亞目（下侏羅紀至上白堊紀）。不過《古无脊椎动物学论丛》（The Treatise on Invertebrate Paleontology）卻只包括了菊石亞目、弛菊石亞目及葉菊石亞目，並將之分類在菊石亞綱之下；而勾菊石亞目則被看為弛菊石亞目下的一個超科。另外有學者將這三個亞目分類在菊石目中。
根據論叢所述，菊石亞目是於侏羅紀初期由葉菊石亞目及弛菊石亞目衍生而來。
| 名称     | 时期               | 分布                   | 栖息地 | 大小   |
| -------- | ------------------ | ---------------------- | ------ | ------ |
| 船菊石   | 1.44亿至6500万年前 | 欧洲、非洲、印度、美洲 | 浅海   | 20厘米 |
| 原微菊石 | 2亿年前            | 世界各地               | 海洋   | 2厘米  |

## 外部連結
- Virtual Fossil Museum （页面存档备份，存于）
- Paleozoic.org
- Lyme Regis and its Fossils